# Hermine Proschko
Hermine Camilla Proschko (Pseudonym: C. Wittendorf; * 29. Juli 1851 in Linz; † 25. März 1923 in Wien) war eine österreichische Schriftstellerin und Herausgeberin. Neben Erzählungen, Theaterstücken und Gedichten veröffentlichte sie Bücher und Theaterstücke für Kinder und Jugendliche.

## Leben
Hermine Proschko war die Tochter von Franz Isidor Proschko und der Offizierstochter Emilie Burggraf. Ihr Vater war ebenfalls Jugendbuchschriftsteller. Hermine Proschko widmete ihm das Gedicht „Am Grabe meines Vaters“. Proschko besuchte das Konservatorium in Wien. Neben ihrer Tätigkeit als Schriftstellerin gab sie von 1887 bis 1898 das Jahrbuch „Jugendheimat“ und von 1891 bis 1908 die Reihe „Jugendlaube“, die 18 Bändchen umfasste, heraus. Weiterhin leitete Proschko den „Katholischen Schulvereins-Kalender“. 1879 und 1881 wurde sie für ihr literarisches Schaffen mit der silbernen Medaille ausgezeichnet. Nach ihr und nach ihrem Vater wurde 1911 die Proschkogasse, ehemalige Wäschergasse, im 6. Bezirk in Wien benannt.
Ihre Schwester Emilie Albertine war Malerin und ihr Bruder Cornelius Realschulprofessor.

## Wirken
Wie ihr Vater veröffentlichte Hermine Proschko sachlich belehrende Literatur zur österreichischen Geschichte. Sie nahm dabei eine dezidiert patriotische Perspektive ein. Aus ihrem Nationalstolz heraus verherrlichte sie das österreichische Kaiserhaus. Das Buch „Habsburgs Kaiserfrauen“ enthält Biografien zu den Gemahlinnen der Österreichischen Herrschaftshäuser von 1274 bis ins Jahr 1878, unter anderem von Maria Theresia und  Kaiserin Elisabeth. Sie schrieb außerdem zahlreiche Novellen, die die Geschichte der Habsburger aufgreifen. Außerdem verfasste sie mit „Unsers Kaisers goldenes Jubelfest“ gewissermaßen eine Festschrift zum 50-jährigen Regierungsjubiläum von Franz Josepf I. Eine weitere Festschrift verfasste Proschko zur „Silbernen Hochzeit des Kaiserpaares Franz Josef und Elisabeth von Österreich im Zeichen der innigen Liebe und Treue seiner Untertanen“ als Andenken an den Festtag am 24. April 1879. Dieses Buch enthält Erzählungen und Gedichte: u. a. das Gedicht „Der Federbusch“ und die Erzählung „Die Porzellanvase. Eine Episode aus dem Familienleben am Hofe Leopolds I.“ In „Der Halbmond vor Wien“ behandelte sie das in der österreichischen Literatur beliebte Thema der abgewehrten Belagerung Wiens durch das Osmanische Reich. Ihre Erzählweise hatte dabei „nicht selten etwas Akademisch-Trockenes, weil sie die Rohstoffe, seien sie ihr aus Geschichten oder Leben zugetragen, nicht gleichmäßig verarbeitet[e]“. Zwischen 1901 und 1909 gab sie die gesammelten Schriften ihres Vaters heraus.

## Werke (Auswahl)

### Gedichte
- Heimatklänge aus Österreich. Gedichte zum Deklamieren in Schulen. Wien: Manz 1876, 2. Aufl. 1879. (Digitalisat)

### Kinder- und Jugendbücher
- Habsburgs Kaiser, Frauen und Herzoginnen. Eurich, Wien 1878, 2. Aufl. 1882; 3. Aufl. Wien: Sintenis 1884, 4. Aufl. 1900 (Habsburgs Herrscherfrauen. Ein Festgeschenk für Österreichs Jugend. Schulbücher-Verlags-Direktion, Wien 1910) (Digitalisat).
- Aus Habsburg's Heimgarten. Eine Festgabe für Oesterreichs  Jugend. Eurich, Wien 1879 (Digitalisat).
- Kronprinz Rudolf von Österreich. Ein Festgeschenk für Österreichs Volk und Jugend. Manz, Wien 1881.
- Der Halbmond vor Wien. Geschichtsbilder der beiden Belagerungen Wiens durch die Türken in den Jahren 1529 und 1683. Kröner, Stuttgart 1882 (Universal-Bibliothek für die Jugend, 117, 119).
- Ein Mann von Wort. Zu spät. Historische Erzählung. Kröner, Stuttgart 1884 (Universal-Bibliothek für die Jugend, 172).
- Seerosen. Original-Erzählungen aus dem Traungebiete für die Jugend. Habacher, Gmunden 1886.
- Jugendheimat. Jahrbuch für die Jugend zur Unterhaltung und Belehrung. Leykam, Graz/Wien 1887–1898.
- Habsburgs Herrscherfrauen. Ein Festgeschenk für Österreichs Jugend. Wien 1910.
- Aus der Heimat. Vaterländische Erzählungen für die Jugend. Woerl, Wien 1889; Ebenhöch, Linz 1892 (1889), 1894.
- Jugendlaube. Bibliothek für die Jugend. Bde. 1 – 16. St. Norbertus, Wien 1891–1908.
- Märchenstrauß. 5 Märchen. Leykam, Graz 1891 (Jugendlaube, 3).
- Aus Österreichs Lorbeerhain. Drei Erzählungen aus dem Leben dreier lorbeergekrönter edler Kinderfreunde. St. Norbertus, Wien/Graz 1892 (Jugendlaube, 2).
- Unseres Kaisers goldenes Jubelfest. Ein Festbüchlein für Österreichs Jugend zum glorreichen 50-jährigen Regierungsjubiläum des Kaisers Franz Joseph I. (1848–1898). St. Norbertus, Wien 1898 (Jugendlaube, 17).
- Unseres Kaisers diamantenes Jubelfest. St. Norbertus, Wien 1898, 1908 (Jugendlaube).
- Kind, hüte dich vor Feuer und Licht! Märchen und Erzählungen. Ph. L. Jung, München 1908.
- Ins Herz getroffen und andere Erzählungen. Styria, Graz 1909 (Jugendbücherei, 34/35).
- Lueger – Büchlein für Volk und Jugend. Katholischer Pressverein, Linz 1910.
- Katholischer Schulvereins-Kalender für das Jahr 1911. Redigiert von Hermine Proschko und Franz Eichert. Buchhandlung des katholischen Schulvereins für Österreich, Wien 1910.

### Theaterstücke für Kinder- und Jugendliche
- Unser Theater. 3 Stücke für die Jugend von Hermine Proschko und Ferdinand Zöhrer. Leykam, Graz 1894 (Jugendlaube, 11).
- Barfüßchen. Ein Weihnachtsspiel für Kinder in einem Aufzug. Austria, Wien 1908.
- Die Wunderrose. Theaterstücke in 1 Aufzug. Höfling, München 1912 (Höfling’s Mädchenbühne, 43).
- Die glückbringenden Pflaumenmusküchlein. Lustspiel in 1 Akt. Höfling, München 1912 (Höfling’s Mädchenbühne, 49).
- Christrosen. Weihnachtsdeklamationen und Spiele für Kinder. Linz 1912 (Fest- und Gelegenheitsgedichte, 23).
- Auf Engelsflügeln! Ein Festspiel für eine Papstfeier. Höfling, München 1913.
- Tiroler Traudl. Schauspiel in 3 Akten. Höfling, München 1913 (Höfling’s Mädchenbühne, 68).
- Der Gücksstern. Schauspiel in 1 Aufzug. Höfling, München 1918.
- Das Billet der Königin. Schauspiel in einem Aufzug. Katholischer Pressverein, Linz 1919 (Christliche Schul- und Vereinsbühne, 152).
- Wie man in den Himmel fliegen kann!  Katholischer Pressverein, Linz 1919.
- Des Siegers Beute. Geschichtliches Schauspiel in 2 Aufzügen aus der Zeit der Belagerung Belgrads im Jahr 1789. Katholischer Pressverein, Linz 1920 (Christliche Schul- und Vereinsbühne, 156).
- Der Dumme hat nicht immer’s Glück. Lustiges Zauberspiel für Knaben. Katholischer Pressverein, Linz 1927 (Christliche Schul- und Vereinsbühne, 182).

### Erzählungen
- Habsburgs Heimgarten. Erzählungen. Eurich, Wien 1879, mit fünf Bildern, Originalkompositionen und auf Holz gezeichnet von Emilie Proschko
- Schneeweißchen. Ein Bild aus dem österreichischen Volksleben. Eichener Hirtenstab – goldener Hirtenstab. Aus dem Leben eines großen Papstes. 2 Erzählungen. Mittermüller, Salzburg 1880.
- Unter Tannen und Palmen. Historische Erzählung. Manz, Wien 1880.
- Zwei Könige. Orig. Erzählung aus den steirischen Bergen. Benziger, Einsiedeln 1884.
- Rosenkönigin und Dornenkönigin. Geschichtliche Erzählung. Benziger, Einsiedeln 1891.
- Glockenstimmen. Orig. Erzählung. Benziger, Einsiedeln  1892.
- In Freud und Noth. Erzählungen aus ernsten und heiteren Tagen. Leykam, St. Norbertus, Graz/Wien 1893.
- Gott lenkt. Erzählung. St. Norbertus, Graz/Wien 1895 (Jugendlaube, 12).
- Lorbeersträußchen. 6 Erzählungen aus dem Leben berühmter vaterländischer Künstler. St. Norbertus, Wien 1897.
- Gesammelte Schriften des Franz Isidor Proschko. 4 Bde. Opitz, Warnsdorf, Wien 1901–1909.
- Du sollst nicht töten! Als die Sonntagsglocken klangen. 2 Erzählungen. Münchener Jugend- und Volksschriften Verlag, München/Kevelaer 1906 (Münchener Volksschriften, 35).
- Dr. Hans Maria Truxa. Ein Lebensbild. Kirsch, Wien 1907.
- Die Nachtigall und andere Erzählungen. Butzon & Bercker, München/Kevelaer 1907 (Münchener Jugendschriften, 25).
- Wie der Hirt die Schäflein wieder fand. Katholischer Pressverein, Linz 1911.
- Etwas zum Lachen. Lustige Geschichten. 1. Bändchen. Katholischer Pressverein, Linz 1912.

### Theaterstücke
- Das Perlenkonzert. Dramatisches Bild in einem Aufzug. St. Norbertus, Graz/Wien 1894.
- Gesammelte Erzählungen und Gedichte (von Franz Isidor und Hermine P.). 6 Bde. Opitz, Warnsdorf 1901–1902.
- Die Weihnachtsglocken klingen! Theaterstücke. 1910; 3. Auflage, Katholischer Pressverein, Linz 1925 (Fest- und Gelegenheitsgedichte, 21).[6]